# Lázaro Cárdenas, Chumatlán
Lázaro Cárdenas är en ort i Mexiko.   Den ligger i kommunen Chumatlán och delstaten Veracruz, i den sydöstra delen av landet, 180 km nordost om huvudstaden Mexico City. Lázaro Cárdenas ligger 130 meter över havet och antalet invånare är 1 433.
Terrängen runt Lázaro Cárdenas är kuperad åt sydväst, men åt nordost är den platt. Runt Lázaro Cárdenas är det tätbefolkat, med 356 invånare per kvadratkilometer. Närmaste större samhälle är Coyutla, 7,2 km väster om Lázaro Cárdenas. Omgivningarna runt Lázaro Cárdenas är en mosaik av jordbruksmark och naturlig växtlighet.